# Fergus mac Echdach
Fergus mac Echdach (... – 781) è stato re di Dál Riata (nell'odierna Scozia occidentale) dal 778 ca. al 781.

## Biografia
Successe a Áed Find, forse suo fratello, dato che sarebbe stato figlio di Eochaid mac Echdach. Non si crede invece a quelle fonti tarde secondo cui sarebbe stato figlio di Áed. Morì nel 781 secondo gli Annali dell'Ulster. Il re che dopo di lui compare nelle fonti e che sarebbe dunque stato suo successore è Donncoirce.